# 瓦当 (汝拉省)
瓦当（法語：Vadans，法語發音：[vadɑ̃]）是法国汝拉省的一个市镇，属于隆斯勒索涅区。

## 地理
瓦当（46°56'2"N, 5°42'7"E）面积11.25 平方千米，位于法国勃艮第-弗朗什-孔泰大區汝拉省，该省份为法国东部内陆省份，北起上索恩省，西北接科多尔省，西临索恩-卢瓦尔省，南至安省，东与杜省和瑞士接壤。
与瓦当接壤的市镇（或旧市镇、城区）包括：尚布莱、阿尔布瓦、大阿贝尔热芒、小阿贝尔热芒、格罗宗、马特奈、莫朗博、乌南、圣西尔蒙马兰、维莱特莱萨尔布瓦。

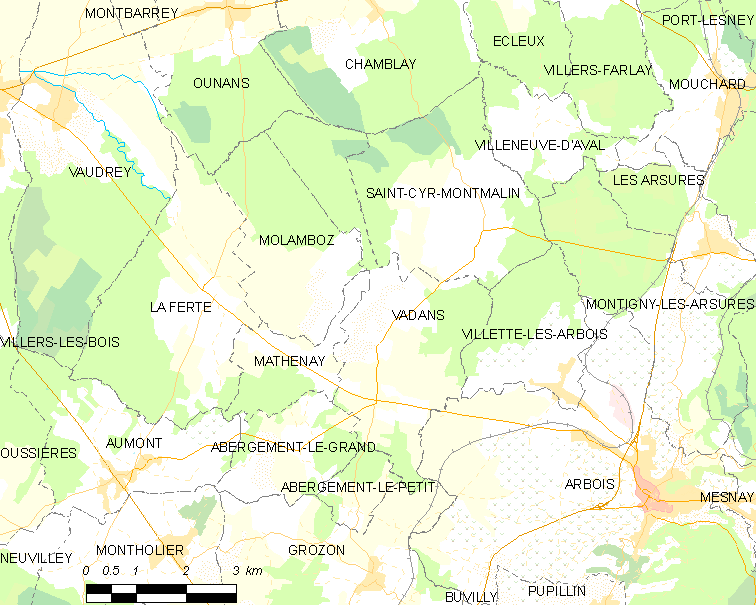
的OSM定位图

瓦当的时区为UTC+01:00、UTC+02:00（夏令时）。

## 行政
瓦当的邮政编码为39600，INSEE市镇编码为39539。

## 政治
瓦当所属的省级选区为阿尔布瓦县。

## 人口

1962-2008年间人口变化图示

瓦当于2022年1月1日时的人口数量为307人。